# Уккермарк (историческая область)
Уккермарк (нем. Uckermark), Укермархия — исторический регион на северо-востоке современной Германии (ФРГ), в настоящее время охватывает район Уккермарк Бранденбурга и район Передняя Померания-Грайфсвальд Мекленбурга-Передняя Померания.
Его исторический административный центр (главный город) — Пренцлау.

## География
Регион назван в честь реки Уккер (сейчас Иккер, первоначально реки Укры, связанной с именем западногославянского народа укран), которая является притоком Одера. Имя Уккермарк или Укрская марка означает «Марка Иккер». Исток реки близок к Ангермюнде, откуда она течет на север в Мекленбург-Переднюю Померанию. Река Одер, образующая германо-польскую границу, создает естественную границу региона на востоке. Западная часть Нижне-одерского национального парка находится в Уккермарке.

## История

### Ранняя история
В ледниковый период ледники формировали ландшафт региона. Изменение климата оставило за собой холмистую местность с несколькими озёрами, образованными таянием льда, и люди начали заселять этот район. Возникли мегалитические культуры, затем германские культуры.

### Украни, Полабское племя
С VI по XII века полабские славяне, мигрирующие из Восточной Европы, продвинулись на запад в более поздний Уккермарк. Славяне, населяющие terra U(c)kera (землю Укерскую, Укеранскую область, Уккерланд, позже Укрскую марку или Уккермарк), стали называться Украни (Укранен, Укрер, Укри, Вукранер).
Их поселение было сосредоточено вокруг озёр Оберуккерзее и Унтеруккерзее у истока реки Иккер. В этом регионе в Дренсе и на острове озера Оберукерзее (недалеко от современного Пренцлау) были созданы бургы с пригородом в пригороде. И.Первольф писал, что в начале XIII века границы с западными соседями ратарями проходили по болотам, озёрам и реке Жарова, с Поморьем по рандовским болотам, и на востоке реке Локнице, а на юго и юго востоке (с бранденбургскими правителями) граница проходила по реке Вильсне. И.Первольф предполагал, что первоначально к «Укре» (то есть земле укрян) принадлежали земли южнее Вильсны и находящиеся между реками Вилсна, Финава и верхним течением Гаволы (современный Хафель).
Крупными славянскими городами были Премыслав (после германизации Пренцлау) и Поздиволк (ставший Пазевальком). В начале XII века регион вошел в состав Венедской державы, также их в свой состав в качестве данников (или владения) включил Вартислав I Померанский. Уже в померанский период началась германизация региона.

### Померания и Бранденбург борются за господство
Маркграфство Бранденбург, с момента своего основания находилось в конфликте с померанскими князьями. Первоначально спор был из-за соседних с Бранденбургом Заухе и Гавельсбергом (Хафельсбергом), но во второй половине XII века он расширился и на Укрскую марку.
В конце XII — начале XIII века Бранденбург занял земли между реками Финва, Вилсна и Хафель. Позже маркграфство
претендовавшее на княжество Померания, расширилось на север и с 1230-х годов, руководствуясь тем, что Померанский дом был ослаблен отобрало ряд пограничных земель. В Ландинском договоре 1250 года Барним I уступил Уккермарк Иоанну I и Отто III, асканским маркграфам Бранденбурга. После вымирания в 1320 году бранденбургской ветви Асканиев, померанские герцоги вновь захватили несколько приграничных районов. Мекленбург продвинулся в Уккермарк, но потерял его в результате войны 1323 года с Бранденбургом. В Померанско-Бранденбургской войне 1329—1333 годов Померания смогла победить Бранденбург под Креммер-Даммом. В последующие годы контроль над Уккермарком оспаривался Бранденбургом, Мекленбургом и Померанией.
Новым династиям (Виттельсьбахи и Люксембурги) правившим в Бранденбурге пришлось пойти на уступки правителям Померании в том числе и в Уккермарке. Так в 1348 году Барниму III удалось вернуть Брюссов, Шведт, Ангермюнде.

### Бранденбург
В 1415 году курфюрстом Бранденбурга стал Фридрих I Гогенцоллерн, управлявший княжеством с 1411 года, получив его от императора Сигизмунда Люксембурга. Уже с 1412 года он вступил в конфликт с Святобором I управлявшим до него центральной частью Бранденбурга. В войне с Самбором и его наследниками Фридрих в 1413 году смог отобрать часть Уккермарка.
Первый мир в Пренцлау от 3 мая 1448 года установил контроль Бранденбурга над большей частью территории, за исключением северного региона Пазевальк и Торгелоу, которые должны были остаться в составе Померании и больше не считается частью Уккермарка. Хотя в 1460-х годах в этом районе велась ещё одна бранденбургско-померанская война, владение Бранденбургом большей части Уккермаркса было вновь подтверждено во втором Пренцлауском мире 30 июля 1472 года, который был возобновлен 26 июня 1479 года.

### Пруссия
Уккермарк стал частью Бранденбург-Пруссии в 1618 году, но был разорен во время Тридцатилетней войны. Фридрих Вильгельм, великий курфюрст, пригласил большое количество французских гугенотов переселиться в Уккермарк и другие его территории, издав Потсдамский эдикт. Эти гугеноты помогли развить экономику и культуру Уккермарка. В 1701 году территория стала частью Королевства Пруссия.
В 1815 году после наполеоновских войн Уккермарк стал частью прусской провинции Бранденбург. Ранее разделенный на административные единицы Уккеркрайс и Столпишеркрайс, в 1817 году в этом районе был создан третий округ — район Ангермюнде, а два других района были переименованы в Пренцлау и Темплин.

### После Второй мировой войны
Уккермарк стал полем битвы во время Второй мировой войны, освобождён от немецких нацистов советскими войсками, и многие его города были сильно повреждены. Как часть Восточной Германии после войны, Уккермарк был разделен между округами Нойбранденбург и Франкфурт-на-Одере. После воссоединения Германии в 1990 году большинство жителей Уккермарка проголосовало за то, чтобы стать частью восстановленной федеральной земли Бранденбург, за исключением небольшого Штрасбургского региона, ставшего частью Мекленбурга-Передняя Померания.